# Malapterurus minjiriya
Malapterurus minjiriya is een straalvinnige vissensoort uit de familie van de siddermeervallen (Malapteruridae). De wetenschappelijke naam van de soort is voor het eerst geldig gepubliceerd in 1987 door Sagua.